# Scrisoare de la o necunoscută (film din 1948)
Scrisoare de la o necunoscută (titlul original: în engleză Letter from an Unknown Woman) este un film dramatic american, realizat în 1948 de regizorul Max Ophüls, după nuvela epistolară omonimă a scriitorului Stefan Zweig, protagoniști fiind actorii Joan Fontaine și Louis Jourdan. 

## Distribuție
- Joan Fontaine – Lisa Berndle
- Louis Jourdan – Stefan Brand
- Mady Christians – mama lui Lisa Berndle
- Marcel Journet – Baron Johann Stauffer
- Art Smith – John, servitorul mut a lui Stefan
- John Good – Locotenent Leopold von Kaltenegger
- Carol Yorke – Marie
- Howard Freeman – tatăl vitreg Kastner
- Leo B. Pessin – Stefan Jr.
- Erskine Sanford – hamalul
- Otto Waldis – administratorul
- Sonja Bryden – doamna Spitzer

## Culise
Scrisoare de la o necunoscută a fost realizat de Rampart Productions, un studio mic de filme, la al cărui înființare a participat și protagonista Joan Fontaine. Filmul se bazează pe nuvela omonimă din anul 1922 a lui Stefan Zweig. Deși scenaristul Howard Koch a respectat în mare modelul, totuși unele puncte le-a schimbat:
- în nuvelă, eroul masculin este un romancier, nu pianist;
- eroii nuvelei lui Zweig rămân anonimi, iar în film fiecare are un nume;
- în nuvelă, familia se mută din Viena nu la Linz ci la Innsbruck;
- femeia îi trimite în roman, în fiecare an de ziua lui trandafiri albi, ceea ce în film nu se întâmplă;
- Baronul din final cât și duelul din film, sunt inventate. Locul Baronului, în roman este luat de mai multe personaje;

## Literatură
- Zweig, Stefan. Secret arzător. București: Editura pentru Literatură Universală, 1968. p. 159 - 196: Scrisoarea unei necunoscute.;